# Germanes Oblates del Santíssim Redemptor
Les Germanes Oblates del Santíssim Redemptor (castellà: Hermanas Oblatas del Santísimo Redentor), formen un institut religiós femení de dret pontifici, una congregació religiosa les germanes del qual posposen al seu nom les sigles O.S.R.

## Història
La congregació té el seu origen en l'Asilo de Nuestra Señora del Consuelo de Ciempozuelos (Madrid), obert l'1 de juny de 1864 pel bisbe dimissionari de Perth Josep Benet Serra i Julià (1810-1896). Aquest, en tornar d'Austràlia, va començar a treballar en 1864 a l'hospital de San Juan de Dios de Madrid, atenent i confessant dones prostituïdes i en situacions marginals; veu així la necessitat de fer algun tipus de treball social que les ajudi a deixar aquest treball i tornar a reinserir-se a la societat. Va pensar que una congregació religiosa gestionés l'asil i ajudés les noies en el procés de rehabilitació.
Primer, va confiar la tasca a Anna Maria Mogas i les Franciscanes Missioneres de la Mare del Diví Pastor, però la Mogas va renunciar-hi poc després. Serra va parlar llavors amb Antonia María de Oviedo y Schönthal, aristòcrata madrilenya, antiga institutriu de les filles de Maria Cristina de Borbó i del seu segon marit, Fernando Muñoz, a qui havia conegut el 1849. Aquesta ho accepta i es funda una nova congregació, exclusivament dedicada al treball social amb noies en situacions marginals i la reeducació de dones que volen abandonar la prostitució.
El 2 de febrer de 1870, Antonia María de la Misericòrdia es converteix en la primera germana de la congregació de les Oblates del Santíssim Redemptor, associada des del seu origen a la Congregació del Santíssim Redemptor i formant part, per tant, de la família redemptorista.
Aviat la congregació començà a difondre's per Espanya, Sud-amèrica i els Estats Units. Va rebre el decretum laudis pontific el 30 de març de 1881 i l'aprovació definitiva el 13 de maig de 1895. Les constitucions van ésser aprovades el 10 d'abril de 1906.

## Activitat i difusió

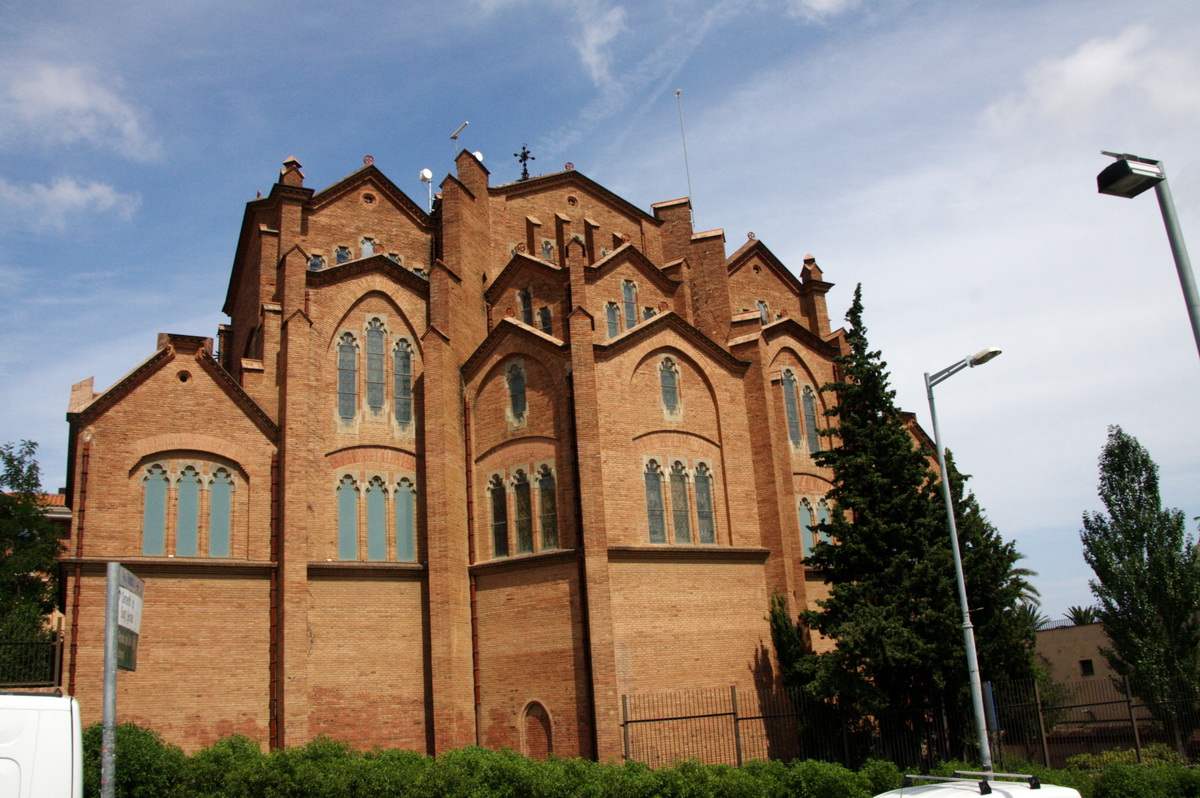
Antic convent d'Oblates de Bellesguard (Barcelona), projectat per Bernardí Martorell el 1926

Les Oblates del Santíssim Redemptor es dediquen al treball social, reeducació i reinserció social de les dones víctimes de la prostitució.
Són presents a Europa (Itàlia, Espanya, Portugal), Amèrica (Argentina, Brasil, Colòmbia, Guatemala, Mèxic, Puerto Rico, República Dominicana, Estats Units, Uruguai, Veneçuela), a Angola i les Filipines. La seu general és a Madrid.
Al final de 2005 eren 581 religioses en 96 cases.